# Anna Costenoble
Anna Costenoble (né le 21 février 1863 à Dantzig, mort en mai 1930 à Berlin) était une peintre et illustratrice allemande.

## Biographie
Elle a étudié en 1883 avec Karl Gussow à Munich et s'installe en 1888 à Berlin. L'artiste a participé à des expositions lors de la Sécession viennoise en 1899 et à la Sécession berlinoise en  1900, 1901 et 1908. Au cours de l'année 1907, elle illustre Penthésilée. Elle fit partie du cercle du poète Friedrich Hagen.

## Œuvres
- Penthesileia, Ein Frauenbrevier für männerfeindliche Stunden, 1907

## Source
- (de) Cet article est partiellement ou en totalité issu de l’article de Wikipédia en allemand intitulé « Anna Costenoble » (voir la liste des auteurs).